# Pamissos
Le Pamissos (en grec moderne : Πάμισος) est un fleuve de Grèce. Il coule en Messénie, dans le Péloponnèse, se jetant dans le golfe de Messénie à l'ouest de Kalamáta. Dans la mythologie grecque, Pamissos (de) est un dieu fleuve.